# Albert Mauer
Albert Mauer (ur. 12 lutego 1907 r. w Peuerbach, zm. 10 maja 1999 r. w Bytomiu) – polski piłkarz i hokeista, olimpijczyk.
Piłkarz, obrońca, Pogoni Lwów w latach 1921–1931 r. W 1925 r. został najmłodszym mistrzem Polski w piłce w barwach Pogoni Lwów. W latach 1927–1930 rozegrał w lidze polskiej 83 spotkania. W sezonie 1932–1934 r. grał w zespole Oldboye Lwów.
Reprezentant Polski w hokeju na lodzie – 14 występów. Był w składzie polskiej drużyny na Igrzyska Olimpijskie w Lake Placid w 1932 r. Polscy hokeiści zajęli czwarte miejsce, zdobywając tym samym pierwsze punkty dla polskich barw w historii zimowych olimpiad. Jak podaje Dziennik Związkowy z Chicago z lutego 1932 roku: "Alex Kowalski, Mauer Star..".
W czasie wojny robotnik przymusowy w Austrii. Do kraju wrócił w 1947 r. i zajął się trenowaniem hokeistów w śląskich klubach m.in. w: Polonii Bytom, GKS Katowice, Baildonie Katowice i innych.

## Kariera sportowa, Mistrzostwa
- Mistrzostwo Polski w piłce nożnej 1925 r. (Pogoń Lwów) – Złoty Medal
- Mistrzostwa Polski w hokeju na lodzie 1927 r. (Pogoń Lwów) – Brązowy Medal
- Mistrzostwa Polski w hokeju na lodzie 1929 r. (Pogoń Lwów) – Srebrny Medal
- Mistrzostwa Europy w hokeju na lodzie 1929 r. (Pogoń Lwów) – Srebrny Medal
- Mistrzostwa Polski w hokeju na lodzie 1930 r. (Pogoń Lwów) – Srebrny Medal
- Mistrzostwa Świata w Hokeju na Lodzie 1931 r. – Czwarte miejsce
- Zimowe Igrzyska Olimpijskie 1932 r. – Czwarte miejsce
- Mistrzostwo Lwowa w Tenisie ziemnym 1938 r. – Złoty Puchar Wędrowny

## Nagrody i odznaczenia
- Złota Odznaka Zasłużony Działacz Kultury Fizycznej
- Złota Odznaka za Zasługi dla Województwa Katowickiego
- Złota Odznaka PZHL
- Odznaka 35-lecia Pogoni Lwów 1939 r.
- Złoty Puchar Wędrowny – Tenis ziemny 1938 r.

## Życie prywatne
11 sierpnia 1951 r. ożenił się z Eugenią Józefą Konopacką. Miał z nią dwie córki: Barbarę Mauer-Górską i Joannę Mauer.

Pochowany na cmentarzu Mater Dolorosa w Bytomiu.

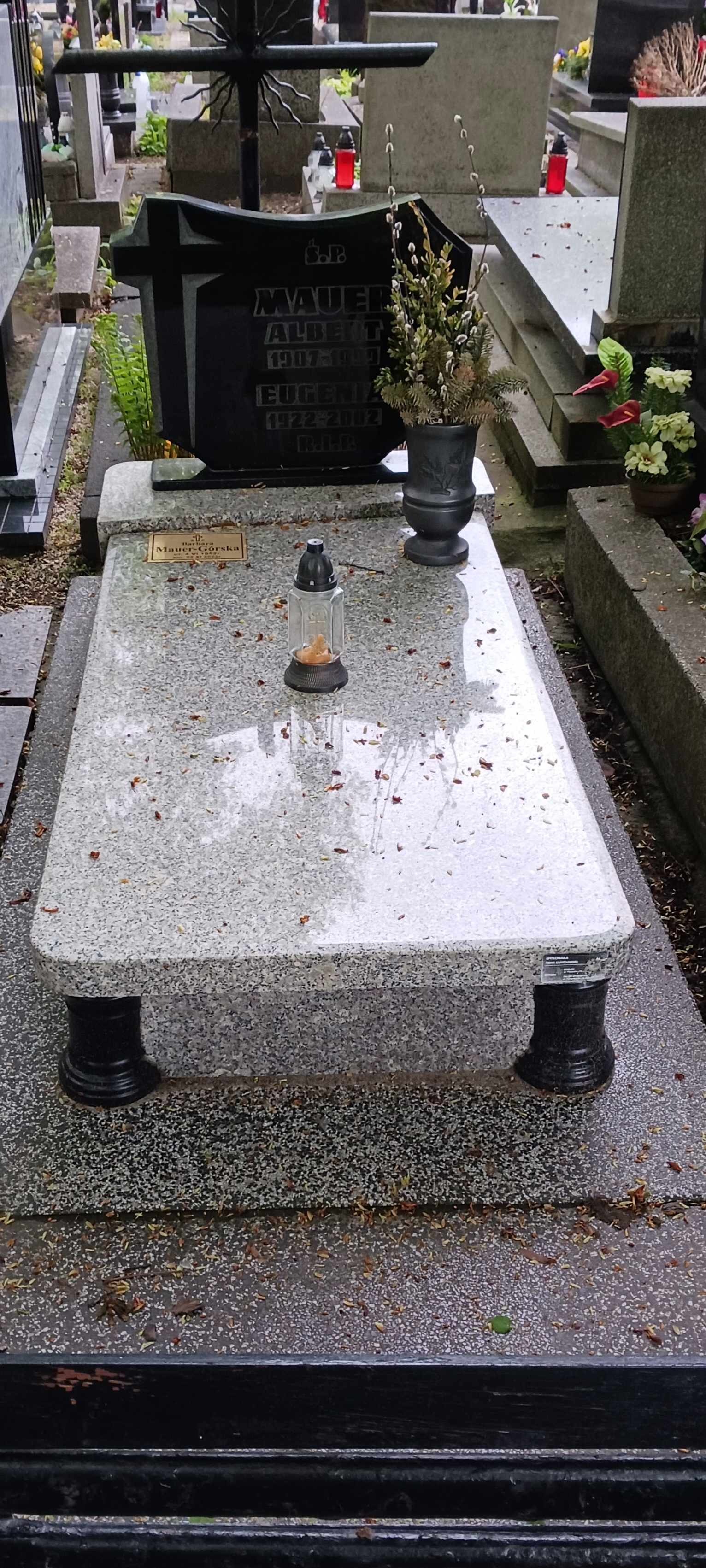
Grób Alberta Mauera